# Malacanthura sanidoda
Malacanthura sanidoda är en kräftdjursart som beskrevs av Bamber 2000. Malacanthura sanidoda ingår i släktet Malacanthura och familjen Anthuridae. Inga underarter finns listade i Catalogue of Life.